# Phyllidiopsis fissurata
Phyllidiopsis fissurata Brunckhorst, 1993 è un mollusco nudibranco appartenente alla famiglia Phyllidiidae.